# Sāmalkot
Sāmalkot är en ort i Indien.   Den ligger i distriktet East Godāvari och delstaten Andhra Pradesh, i den sydöstra delen av landet, 1 400 km söder om huvudstaden New Delhi. Sāmalkot ligger 19 meter över havet och antalet invånare är 55 097.
Terrängen runt Sāmalkot är platt. Runt Sāmalkot är det tätbefolkat, med 819 invånare per kvadratkilometer. Närmaste större samhälle är Kakinada, 12,5 km sydost om Sāmalkot. Trakten runt Sāmalkot består till största delen av jordbruksmark.